# 92e méridien ouest
En géographie, le 92e méridien ouest est le méridien joignant les points de la surface de la Terre dont la longitude est égale à 92° ouest.

## Géographie

### Dimensions
Comme tous les autres méridiens, la longueur du 92e méridien correspond à une demi-circonférence terrestre, soit 20 003,932 km. Au niveau de l'équateur, il est distant du méridien de Greenwich de 10 241 km,.
Avec le 88e méridien est, il forme un grand cercle passant par les pôles géographiques terrestres.

### Régions traversées
En commençant par le pôle Nord et descendant vers le sud au pôle Sud, Le 92e méridien ouest passe par:
| Coordonnées          | Pays, territoire ou mer | Notes |
| -------------------- | ----------------------- | --- |
| 90° 00′ N, 92° 00′ O | Océan Arctique          | Passe juste à l'ouest de l'Île Ellesmere, Nunavut, Canada (at 81° 38′ N, 91° 56′ O) Passe juste à l'ouest de l'Île Krueger, Nunavut, Canada (at 81° 35′ N, 91° 57′ O) |
| 81° 31′ N, 92° 00′ O | Canada                  | Nunavut — Île Fjeldholmen |
| 81° 30′ N, 92° 00′ O | Détroit de Nansen       | |
| 81° 11′ N, 92° 00′ O | Canada                  | Nunavut — Île Axel Heiberg |
| 78° 12′ N, 92° 00′ O | Baie Norwegian          | |
| 76° 39′ N, 92° 00′ O | Canada                  | Nunavut — Île Devon |
| 74° 46′ N, 92° 00′ O | Canal de Parry          | Détroit de Barrow |
| 74° 00′ N, 92° 00′ O | Canada                  | Nunavut — Île Somerset |
| 72° 47′ N, 92° 00′ O | Crique du Prince Regent | |
| 71° 30′ N, 92° 00′ O | Golfe de Boothia        | |
| 70° 25′ N, 92° 00′ O | Canada                  | Nunavut — Péninsule de Boothia (continent) |
| 70° 00′ N, 92° 00′ O | Golfe de Boothia        | Baie du Lord Mayor (en) |
| 69° 33′ N, 92° 00′ O | Canada                  | Nunavut — continent |
| 62° 49′ N, 92° 00′ O | Baie de Hudson          | Kangiqtiniq |
| 62° 39′ N, 92° 00′ O | Canada                  | Nunavut — continent |
| 62° 32′ N, 92° 00′ O | Baie de Hudson          | |
| 57° 03′ N, 92° 00′ O | Canada                  | Manitoba Ontario — à partir de 54° 55′ N, 92° 00′ O |
| 48° 14′ N, 92° 00′ O | États-Unis              | Minnesota |
| 46° 50′ N, 92° 00′ O | Lac Supérieur           | |
| 46° 42′ N, 92° 00′ O | États-Unis              | Wisconsin Minnesota — à partir de 44° 22′ N, 92° 00′ O Iowa — à partir de 43° 30′ N, 92° 00′ O Missouri — à partir de 40° 36′ N, 92° 00′ O Arkansas — à partir de 36° 30′ N, 92° 00′ O Louisiane — à partir de 33° 01′ N, 92° 00′ O, le continent et Grosse-Île-du-Vermillion |
| 29° 33′ N, 92° 00′ O | Golfe du Mexique        | |
| 18° 43′ N, 92° 00′ O | Mexique                 | Campeche Tabasco — à partir de 18° 03′ N, 92° 00′ O Chiapas — à partir de 17° 53′ N, 92° 00′ O |
| 15° 37′ N, 92° 00′ O | Guatemala               | |
| 14° 21′ N, 92° 00′ O | Océan Pacifique         | |
| 60° 00′ S, 92° 00′ O | Océan Austral           | |
| 72° 35′ S, 92° 00′ O | Antarctique             | Liste des territoires non revendiqués |